# Мюншуз
Мюншу́з (фр. Munchhouse) — коммуна на северо-востоке Франции в регионе Гранд-Эст (бывший Эльзас — Шампань — Арденны — Лотарингия), департамент Верхний Рейн, округ Тан — Гебвиллер, кантон Энсисем. До марта 2015 года коммуна в составе кантона Энсисем административно входила в состав округа Гебвиллер.
Площадь коммуны — 24,05 км², население — 1552 человека (2006) с тенденцией к росту: 1617 человек (2012), плотность населения — 67,2 чел/км².

## Население
Численность населения коммуны в 2011 году составляла 1617 человек, а в 2012 году — 1617 человек.
| 1962 | 1968 | 1975 | 1982 | 1990 | 1999 | 2006 | 2007 | 2008 | 2011 | 2012 |
| ---- | ---- | ---- | ---- | ---- | ---- | ---- | ---- | ---- | ---- | ---- |
| 834  | 818  | 903  | 937  | 1216 | 1429 | 1552 | 1569 | 1599 | 1617 | 1617 |

Динамика населения:

## Экономика
В 2010 году из 1097 человек трудоспособного возраста (от 15 до 64 лет) 852 были экономически активными, 245 — неактивными (показатель активности 77,7 %, в 1999 году — 72,4 %). Из 852 активных трудоспособных жителей работали 784 человека (433 мужчины и 351 женщина), 68 числились безработными (31 мужчина и 37 женщин). Среди 245 трудоспособных неактивных граждан 71 были учениками либо студентами, 107 — пенсионерами, а ещё 67 — были неактивны в силу других причин.
На протяжении 2011 года в коммуне числилось 610 облагаемых налогом домохозяйств, в которых проживало 1596 человек. При этом медиана доходов составила 23739 евро на одного налогоплательщика.

## Достопримечательности (фотогалерея)

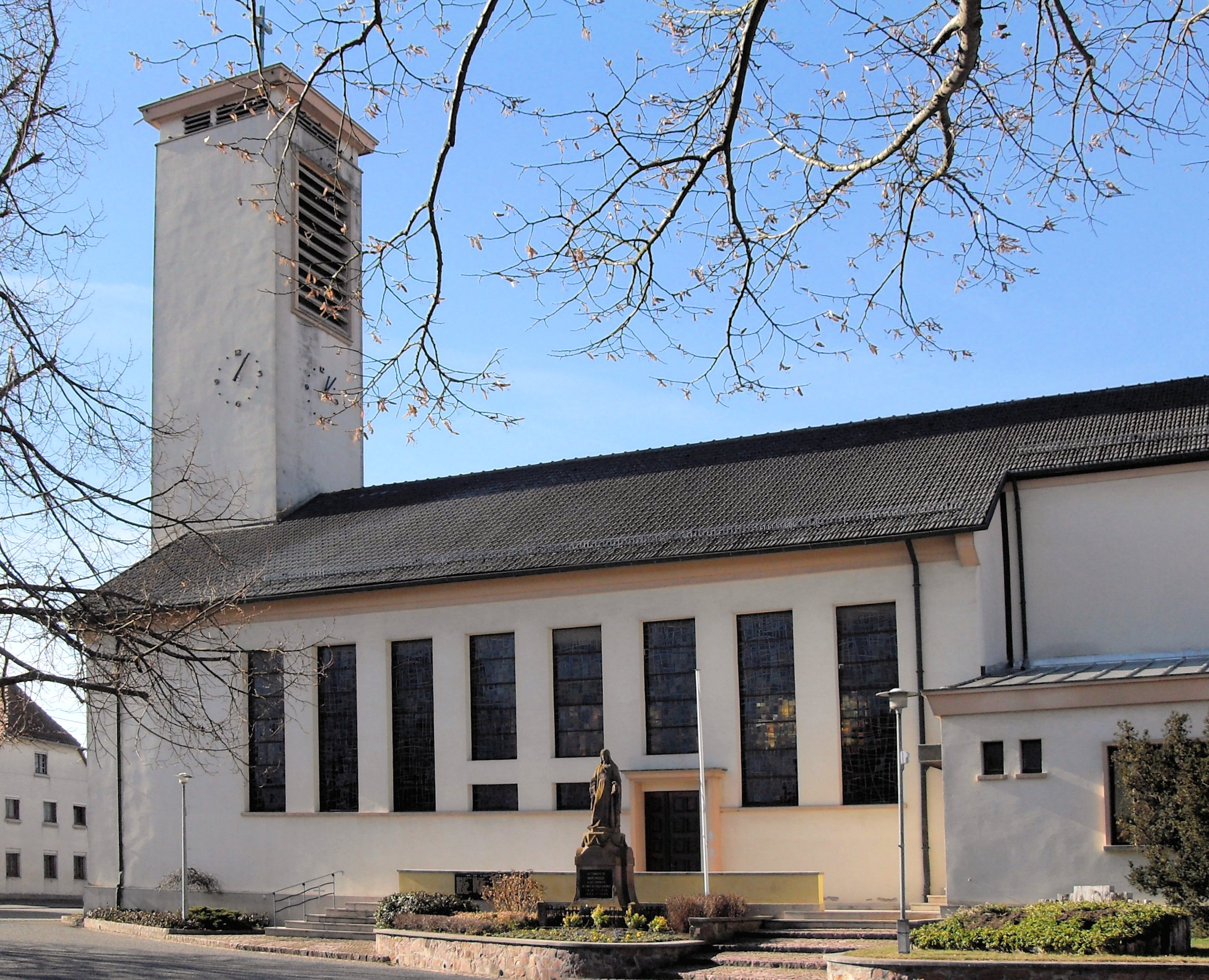
Церковь
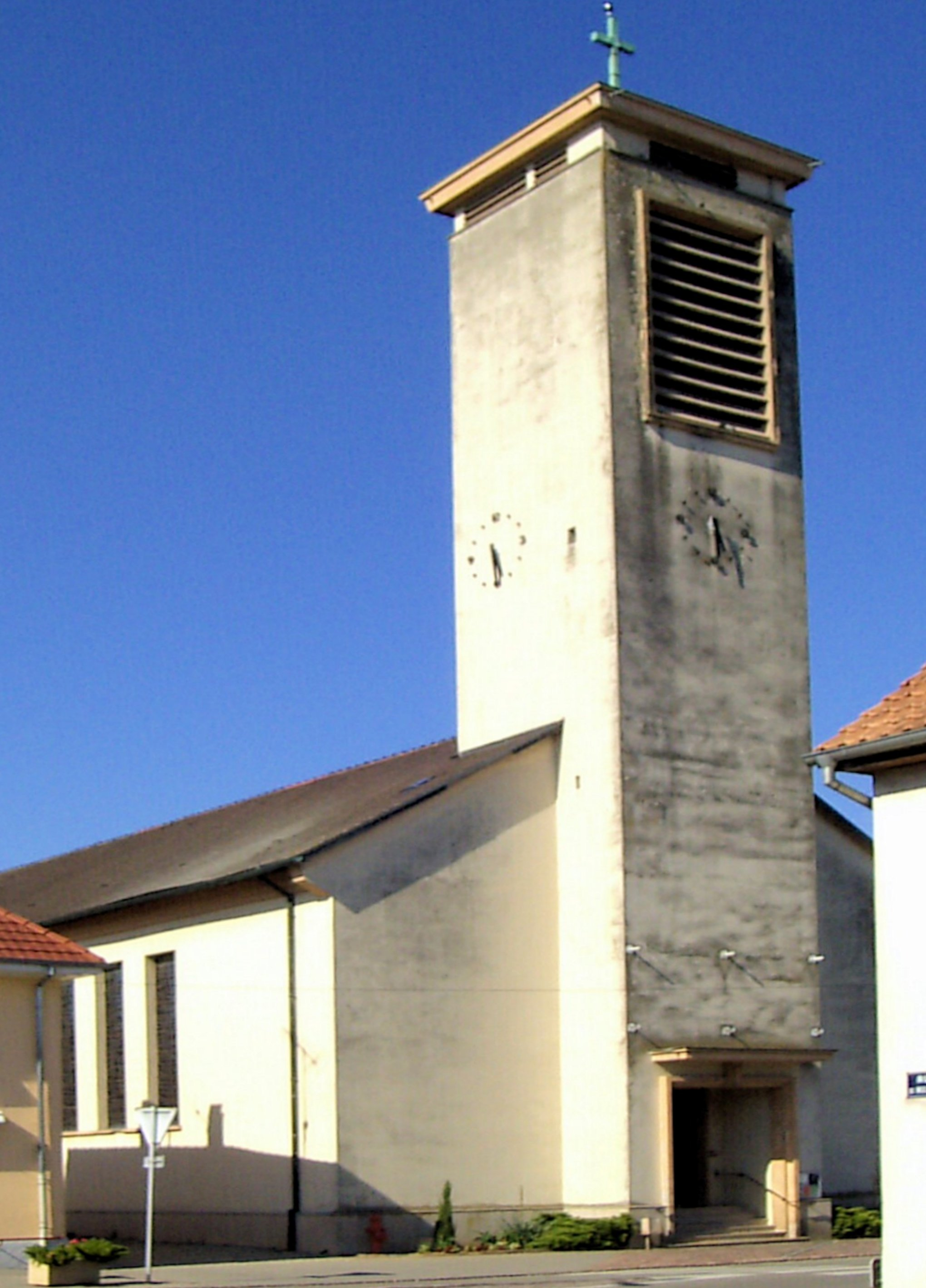
Колокольня